# Hannibal (regény)
A Hannibal Thomas Harris amerikai író 1999-ben megjelent regénye, az úgynevezett Hannibal-tetralógia negyedik darabja, amelyet Harris harmadikként írt.

## Cselekmény
|  | Alább a cselekmény részletei következnek! |

Mason Verger milliomos bosszút akar állni dr. Hannibal Lecter pszichiáteren, amiért a kannibál sok évvel korábban rábeszélte arra, hogy csonkítsa meg önmagát. Orrát, bőrét és ajkát a kutyáinak dobta, egy szeme maradt meg – szemhéj nélkül, és a doktor megbénította. Bőrátültetéssel már nagyjából rendbehozták az arcát, lélegeztetőgépre kapcsolták. Az FBI egyik magas vezetőjét, Paul Krendlert is lefizeti, hogy az FBI legfrissebb aktáihoz hozzájuthasson. Magas pénzjutalmat ígér annak, akinek sikerül az orvos nyomára bukkannia. Ez egy olasz bűnügyi felügyelőnek (Rinaldo Pazzi) sikerül: megtalálja dr. Lectert Firenzében, aki dr. Fell néven a Capponi kurátora lesz. Mielőtt lecsaphatna rá, Lecter megöli.
Eközben Clarice Starling ügynök ellen összeesküvést szerveznek Krendler vezetésével. Ráfogják, hogy dr. Lecterhez szorosabb szálak fűzik, és hátráltatja a sorozatgyilkos elkapását. Adminisztratív állományba helyezik és elveszik a jelvényét. Starling már sejti, hogy mi folyik a Szövetségi Nyomozóiroda háta mögött…
Pazzi halálát követően a pszichiáter az Egyesült Államokba menekül. Verger emberei felkutatják, és elkapják, miközben Claricenek akar születésnapi ajándékot elrejteni. A tervbe hiba csúszik, ugyanis mindennek a nyomozónő szemtanúja lesz. Lectert a Verger tanyára viszik, ahol a terv szerint első nap beidomított és kiéheztetett disznókkal etetik meg a pszichiáter lábait, másnap pedig azt, ami megmaradt belőle. Clarice fegyvereket szerez és a tanyára indul. Még mielőtt a disznók elkezdték volna enni a doktort, váratlanul rajtaüt a csapaton, de Mason Vergernek sikerül meglépnie. Kiszabadítja Lectert, lelő két rájuk támadó embert, ám a harmadik két rendkívül erős kábítónyíllal leteríti Starlingot. Lecter felkapja, és elmenekül a helyről.
Starling egy ágyhoz kötözve ébred. Nem teljesen önmaga, mert hipnotizáló szereket ad be neki a doktor, így végre teljesen kielemezheti. Őszinte beszélgetéssel telnek el a napok, hetek, hónapok és évek. Hosszú idő telik el, amikor Clarice életjelet ad magáról a barátnőjének: "Kedves Ardelia, jól vagyok, sőt: több mint jól. Ne keress! Szeretlek. Sajnálom, hogy megijesztettelek. Ezt égesd el. Starling" Buenos Airesben Barney – Lecter egykori ápolója – egy operán különös párt lát meg. Színházi látcsövén felismeri a két embert…
|  | Itt a vége a cselekmény részletezésének! |

## Magyarul
- Hannibal; ford. Bihari György; Magvető–Magyar Könyvklub, Bp., 2000

## Megfilmesítés
A regény filmváltozata 2001-ben, Ridley Scott rendezésében került a mozikba Julianne Moore és Anthony Hopkins főszereplésével.